# Santa Elena (Ecuador)
Santa Elana ist die Hauptstadt der Provinz Santa Elena in Ecuador sowie ein Municipio bestehend aus zwei Parroquias urbanas. Sie ist auch der Sitz des Kantons Santa Elena. Santa Elena befindet sich an der Küstenregion Ecuadors in der Nähe der Stadt Guayaquil und direkt östlich von La Libertad. Vor der spanischen Eroberung wurde die Stadt „Sumpa“ genannt, was in der Chimú-Sprache „Spitze“ bedeutet. Am 18. August 1531 ging Francisco Pizarro in Ballenita an Land und nannte den Ort Santa Elena, weil dies der Tag der Santa Elena (Helena von Konstantinopel) war. 
Santa Elena gilt als Standort der wichtigsten und am besten dokumentierten archäologischen Stätte des Landes. Die Archäologen fanden zahlreiche Artefakte und Überreste von Häusern und einer Müllhalde, aber die größte Entdeckung war ein Friedhof mit etwa 200 Menschen. Unter diesen Überresten waren die Körper der Liebenden von Sumpa, oder Los Amantes de Sumpa. Sie wurden begraben und umarmten sich anscheinend dabei gegenseitig.
Santa Elena ist Sitz des Bistums Santa Elena.

## Demografie
Im administrativen Stadtgebiet leben 39.681 Einwohner, während im gesamten Kanton einschließlich der ländlichen Gebiete 53.174 Einwohner leben. Die Bevölkerung bestand 2010 zu 78,8 % aus Mestizen, zu 4,5 % aus Weißen, zu 0,9 % aus Indigenen, zu 8,7 % aus Afroecuadorianern, zu 4,5 % aus Montubio und zu 2,6 % aus sonstigen Ethnien. Die Alphabetisierungsrate lag bei 96,8 % der Bevölkerung.
| Zensusjahr | Einwohnerzahl |
| ---------- | ------------- |
| 1982       | 12.859        |
| 1990       | 17.459        |
| 2001       | 27.351        |
| 2010       | 39.681        |

## Municipio
Das Municipio Santa Elena besitzt eine Fläche von 536,3 km². Es hatte beim Zensus 2010 eine Einwohnerzahl von 53.174. Das Municipio umfasst die Parroquias urbanas Santa Elena und Ballenita (⊙). Ballenita befindet sich am Meer, während das Stadtzentrum von Santa Elena 3 km landeinwärts liegt.
Das Municipio Santa Elena grenzt im Nordosten an die Parroquia Colonche, im Südosten an die Parroquia Chanduy, im westlichen Süden an die Parroquias Atahualpa und San José de Ancón sowie im Westen an La Libertad.